# Distrito de Steinfurt
El Distrito de Steinfurt es un kreis (Distrito) ubicado al norte del estado federal de Renania del Norte-Westfalia (Alemania). Al oeste del distrito se encuentra el Münsterland, al este el Tecklenburger Land. Existe una diferencia entre el viejo distrito, fundado en el año 1816 con el nombre de Kreis Burgsteinfurt el actual es una composición de parte del Kreis Tecklenburg y del Kreis Münster dando forma ala la actual composición desde el año 1975 en el que la ley Münster/Hamm-Gesetz configura definitivamente el Kreis Steinfurt.

## Geografía

### Localización
El Kreis Steinfurt limita al norte con los distritos de Baja Sajonia: Condado de Bentheim y Emsland, al este con la ciudad de Osnabrück y con el Distrito de Osnabrück, al sur con el distrito de Warendorf, con la ciudad Münster y el Distrito de Coesfeld así como al oeste con el distrito de distrito de Borken.

### Composición del distrito
El Kreis Steinfurt se compone de 24 municipios:
| Ciudades 1. Emsdetten, Mittlere kreisangehörige Stadt (35.529) 2. Greven, Mittlere kreisangehörige Stadt (35.402) 3. Hörstel (19.903) 4. Horstmar (6.735) 5. Ibbenbüren, Mittlere kreisangehörige Stadt (51.086) 6. Lengerich (22.316) 7. Ochtrup (19.358) 8. Rheine, Große kreisangehörige Stadt (76.398) 9. Steinfurt, Mittlere kreisangehörige Stadt (34.486) 10. Tecklenburg (9.486) | Municipios 1. Altenberge (10.073) 2. Hopsten (7.744) 3. Ladbergen (6.408) 4. Laer (6.352) 5. Lienen (8.809) 6. Lotte (13.632) 7. Metelen (6.460) 8. Mettingen (12.313) 9. Neuenkirchen (13.986) 10. Nordwalde (9.545) 11. Recke (11.842) 12. Saerbeck (7.051) 13. Westerkappeln (11.227) 14. Wettringen (7.911) |

(Población de 30 de junio de 2006 , procedente de encuestas de población)